# Monica Sex
Monica Sex (ou também Monika Sex — em hebraico: מוניקה סקס), é uma banda de rock israelense. É uma das mais populares no país, devido ao seu estilo de rock básico e com letras simples.

## Discografia
- Kisses And Wounds(Ptzaim VeNeshikot) — 1995
- Open Relationship(Yahasim Ptuchim) — 2001
- Pets(Chaiot Machmad) — 2003